# Boidae
I Boidi (Boidae Gray, 1825) sono una famiglia di serpenti diffusa in tutto il mondo.

## Descrizione
Tipici ofidi, i boidi ne presentano tutte le caratteristiche strutturali.
Le dimensioni dei boidi variano da un minimo di 60 cm ad un massimo di 9 metri (nel caso dell'anaconda).
A questa famiglia appartenne il Titanoboa cerrejonensis, oggi estinto, che con i suoi 13 metri di lunghezza fu il più grande serpente mai esistito.

## Biologia

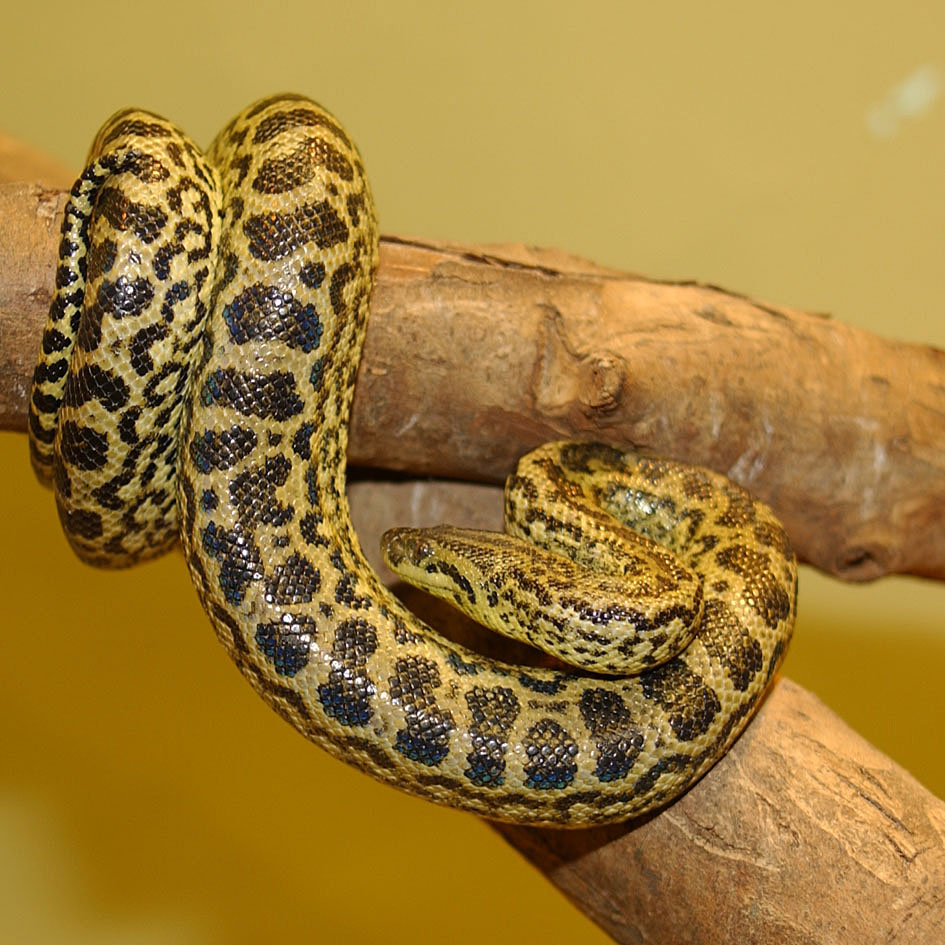
Un esemplare di Eunectes notaeus

### Alimentazione
Si nutrono di roditori e altri piccoli mammiferi. I boidi ingoiano la preda che viene precedentemente stretta e soffocata dalle spire. La digestione può durare, talvolta, anche una decina di giorni, periodo nel quale vengono espulse parti del corpo quali peli, unghie e corna.
Caratteristica dei boidi è quella (grazie a particolari terminazioni nervose) di riuscire ad individuare fonti di calore, anche quelle emesse dal corpo di un roditore o da un uccello vivo, facilitando la sua caccia.

### Riproduzione
I boidi sono ovovivipari, il numero delle uova cambia di numero a seconda della specie, in quelle più grandi si registra il numero maggiore.

## Distribuzione e habitat
Diffusi nell'America centrale e meridionale, dove vive la maggioranza di essi, altre specie si ritrovano in Europa, in Africa e in Asia. L'unica specie della famiglia presente in Italia è Eryx jaculus, recentemente segnalata nel territorio di Licata, sulla costa meridionale della Sicilia..
Si adattano ad habitat differenti: vi sono alcune specie che prediligono le foreste pluviali altre le regioni desertiche o subdesertiche.

## Tassonomia
La famiglia comprende 59 specie, raggruppate in 14 generi e 7 sottofamiglie:
- sottofamiglia Sanziniinae Romer, 1956
  - Acrantophis Jan, 1863 (2 specie)
  - Sanzinia Gray, 1849 (2 specie)
- sottofamiglia Candoiinae
  - Candoia Gray, 1842 (5 specie)
- sottofamiglia Boinae Gray, 1825
  - Boa Linnaeus, 1758 (2 specie)
  - Chilabothrus Duméril & Bibron, 1844 (10 specie)
  - Corallus Daudin, 1803 (9 specie)
  - Epicrates Wagler, 1830 (5 specie)
  - Eunectes Wagler, 1830 (4 specie)
- sottofamiglia Calabariinae Gray, 1858
  - Calabaria Gray, 1858 (1 specie)
- sottofamiglia Erycinae Bonaparte, 1831
  - Eryx Daudin, 1803 (12 specie)
- sottofamiglia Charininae
  - Charina Gray, 1849 (2 specie)
  - Lichanura Cope, 1861 (2 specie)
- sottofamiglia Ungaliophiinae McDowell, 1987
  - Exiliboa Bogert, 1968 (1 specie)
  - Ungaliophis Müller, 1880 (2 specie)

### Alcune specie

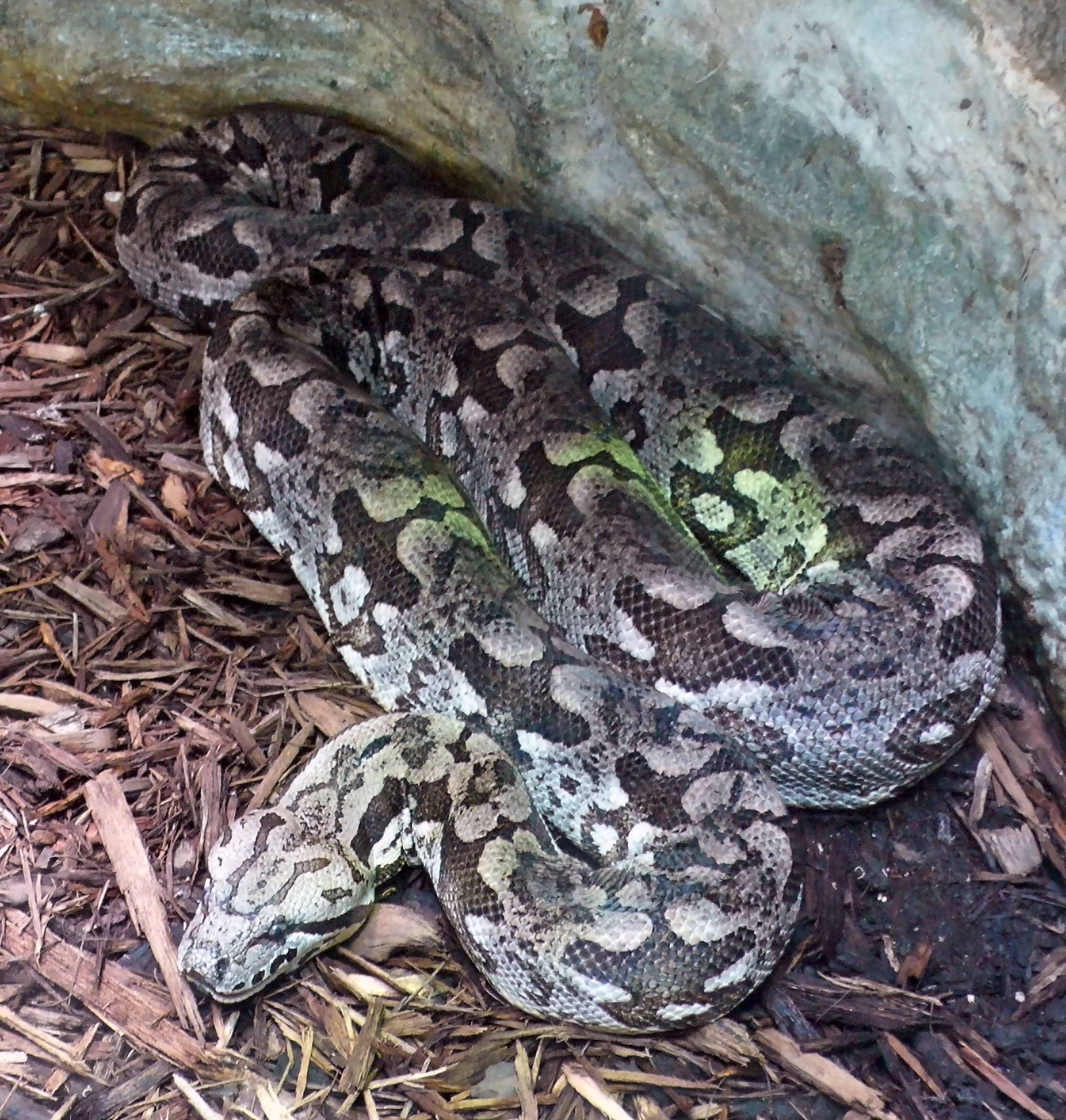
Acrantophis dumerili
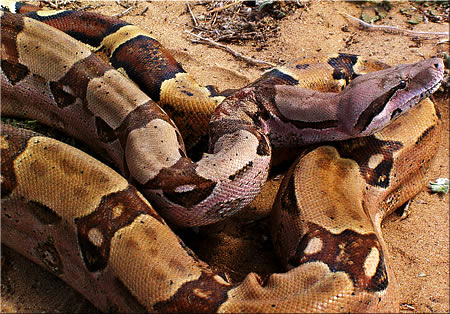
Boa constrictor
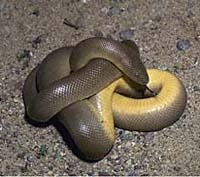
Charina bottae
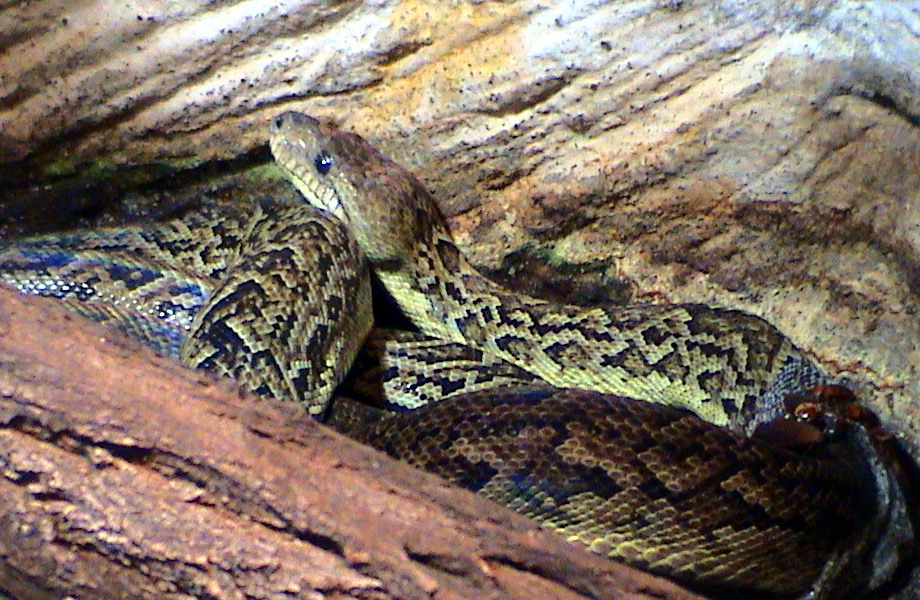
Chilabothrus angulifer
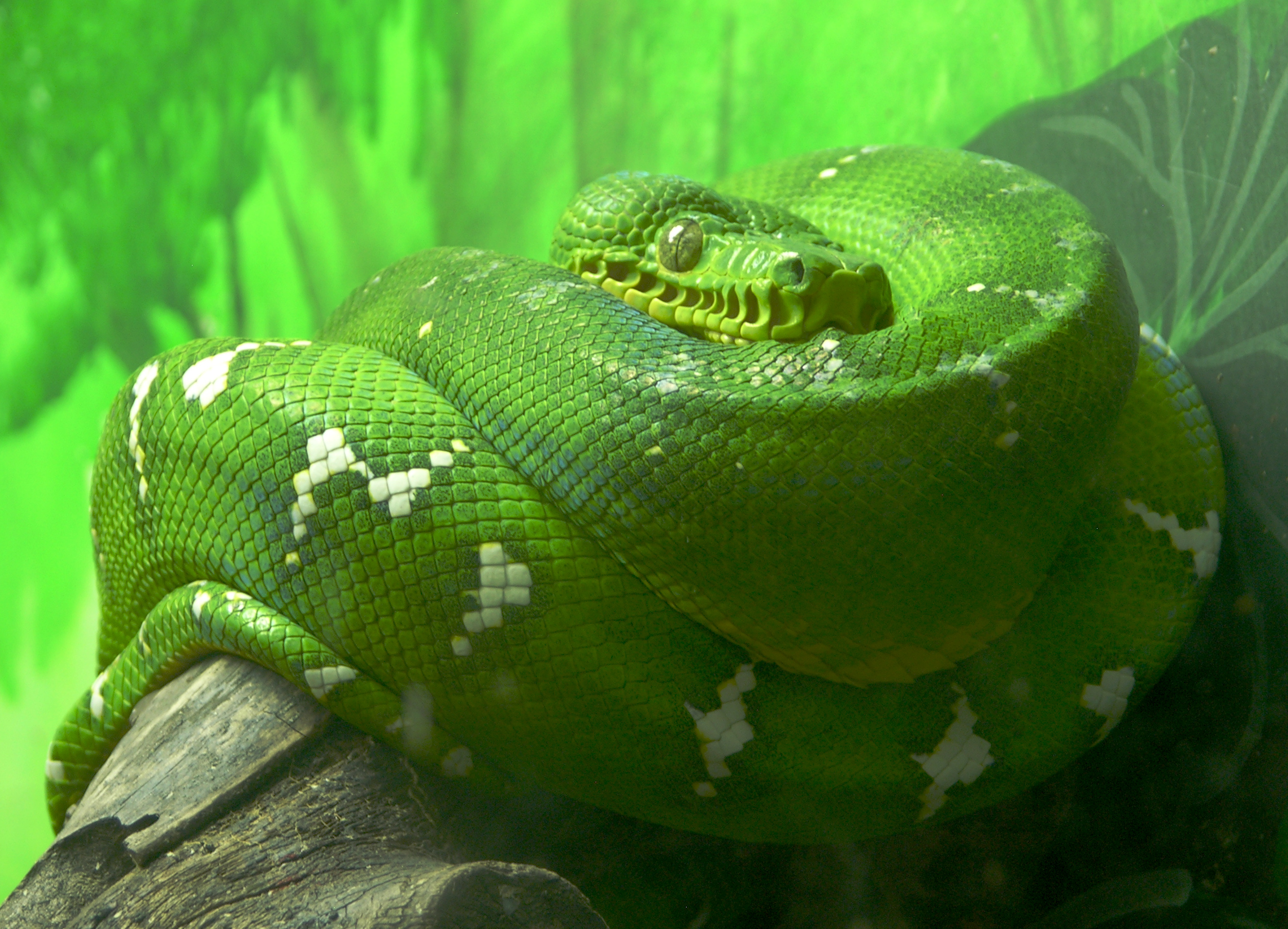
Corallus caninus
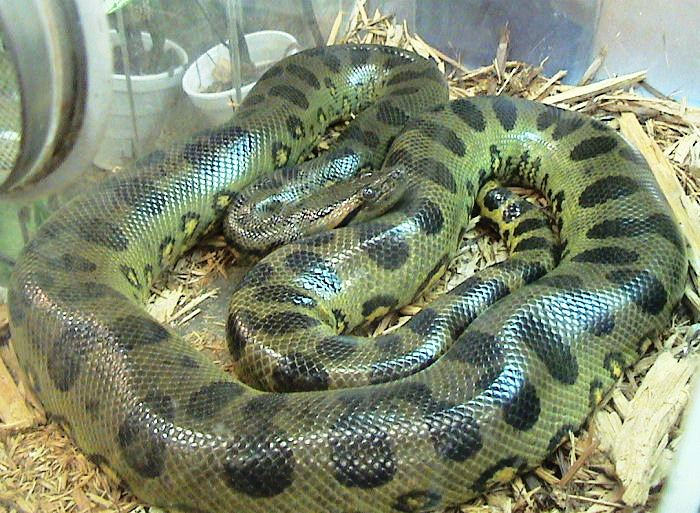
Eunectes murinus